# Atlas BKK Ahlmann
Die Atlas BKK Ahlmann (Eigenschreibweise: atlas BKK ahlmann) war eine deutsche Krankenkasse aus der Gruppe der Betriebskrankenkassen und als solche Träger der gesetzlichen Krankenversicherung. Geöffnet war die Krankenkasse für die neun Bundesländer Bremen, Bayern, Hamburg, Hessen, Mecklenburg-Vorpommern, Niedersachsen, Nordrhein-Westfalen, Schleswig-Holstein und Thüringen.
Zum 1. Januar 2021 fusionierte die Krankenkasse mit der Schwenninger Betriebskrankenkasse zur neuen Vivida BKK.

## Beschreibung
Der Hauptsitz der Atlas BKK Ahlmann war in Bremen. Weitere Geschäftsstellen gab es in Büdelsdorf und Langenhagen. Rund 58.700 Menschen waren bei der Atlas BKK Ahlmann versichert und wurden von rund 130 Mitarbeitern betreut.

## Geschichte
Folgende norddeutsche Unternehmen haben zur Entstehung der Atlas BKK Ahlmann beigetragen:
- ACO Severin Ahlmann GmbH & Co. KG, Büdelsdorf
- Ahlmann Baumaschinen GmbH, Büdelsdorf
- Atlas Elektronik GmbH, Bremen und Niedersachsen
- MassTech Analysengeräte Technik GmbH, Bremen
- Rheinmetall Defence Electronics GmbH, Bremen
- Spinnbau GmbH, Bremen
- VACUTEC Hochvakuum- & Präzisionstechnik GmbH, Bremen
- SAM Electronics GmbH, Hamburg

Am 1. Januar 2010 entstand die Atlas BKK Ahlmann aus der Fusion von Atlas BKK und BKK Ahlmann.

## Vorstand und Verwaltungsrat
Den Vorstand stellten Peter Witt (Vorsitz) und Bernd Brickmann (Vertreter des Vorstandes). Der Verwaltungsrat als Selbstverwaltungsorgan der Atlas BKK Ahlmann bestand aus 15 Personen mit 10 Vertretern der Versicherten und 5 Vertretern der Arbeitgeber. Über die Zusammensetzung des Verwaltungsrates wurde alle sechs Jahre in einer Sozialwahl entschieden. Die letzte Sozialwahl fand am 31. Mai 2017 statt.

## Beiträge
Zum 1. Januar 2015 wurde der einheitliche Beitragssatz abgeschafft. Der allgemeine Beitragssatz für alle Krankenkassen betrug seither 14,6 Prozent. Darüber hinaus bestand Gestaltungsspielraum durch einen Zusatzbeitrag. Dieser betrug bei der Atlas BKK Ahlmann 0,9 Prozent im Jahr 2015 und 1,2 Prozent von 2016 bis 2019. Im Jahr 2020 betrug der Zusatzbeitrag 1,7 Prozent.

## Gesundheitsvorsorge
Die Krankenkasse bot im Bereich der Vorsorge und Gesundheitsversorgung verschiedenen Zusatzleistungen an, wie professionelle Zahnreinigung, Gesundheitskurse und -reisen, zusätzliche Kindervorsorgeuntersuchungen, Homöopathie und Osteopathie.
In der Ausgabe 49/2012 der Zeitschrift Focus Money wurde die Atlas BKK Ahlmann unter den regionalen Krankenkassen als Krankenkasse mit den besten Zusatzleistungen ausgezeichnet. Auch 2013 wurde die Atlas BKK Ahlmann für Zusatzleistungen von Focus Money prämiert. 2014 vergab die Zeitschrift Euro Bestnoten an die Atlas BKK Ahlmann für Familienleistungen.